# 保拉·蘇亞雷斯
保拉·蘇亞雷斯（西班牙語：Paola Suárez，1976年6月23日—）是一位阿根廷網球選手，現在居住於阿根廷Munro，生涯單打最高排名為28（2009年5月14日），她獲得4項單打冠軍頭銜，但是她的雙打更為出色，生涯雙打最高排名為第1，與39項雙打冠軍頭銜，雙打包括8個大滿貫賽事冠軍頭銜（都與西班牙選手比希尼婭·魯阿諾·帕斯夸爾合作奪得）。

## 外部連結
- 保拉·蘇亞雷斯的国际女子网球协会官方資料（英文）
- 保拉·蘇亞雷斯的國際網球總會 職業／青少年 官方資料（英文）
- Fed Cup - Player profile - Paola SUAREZ (ARG) （页面存档备份，存于）